# Nieuw-Malthusiaanse Bond

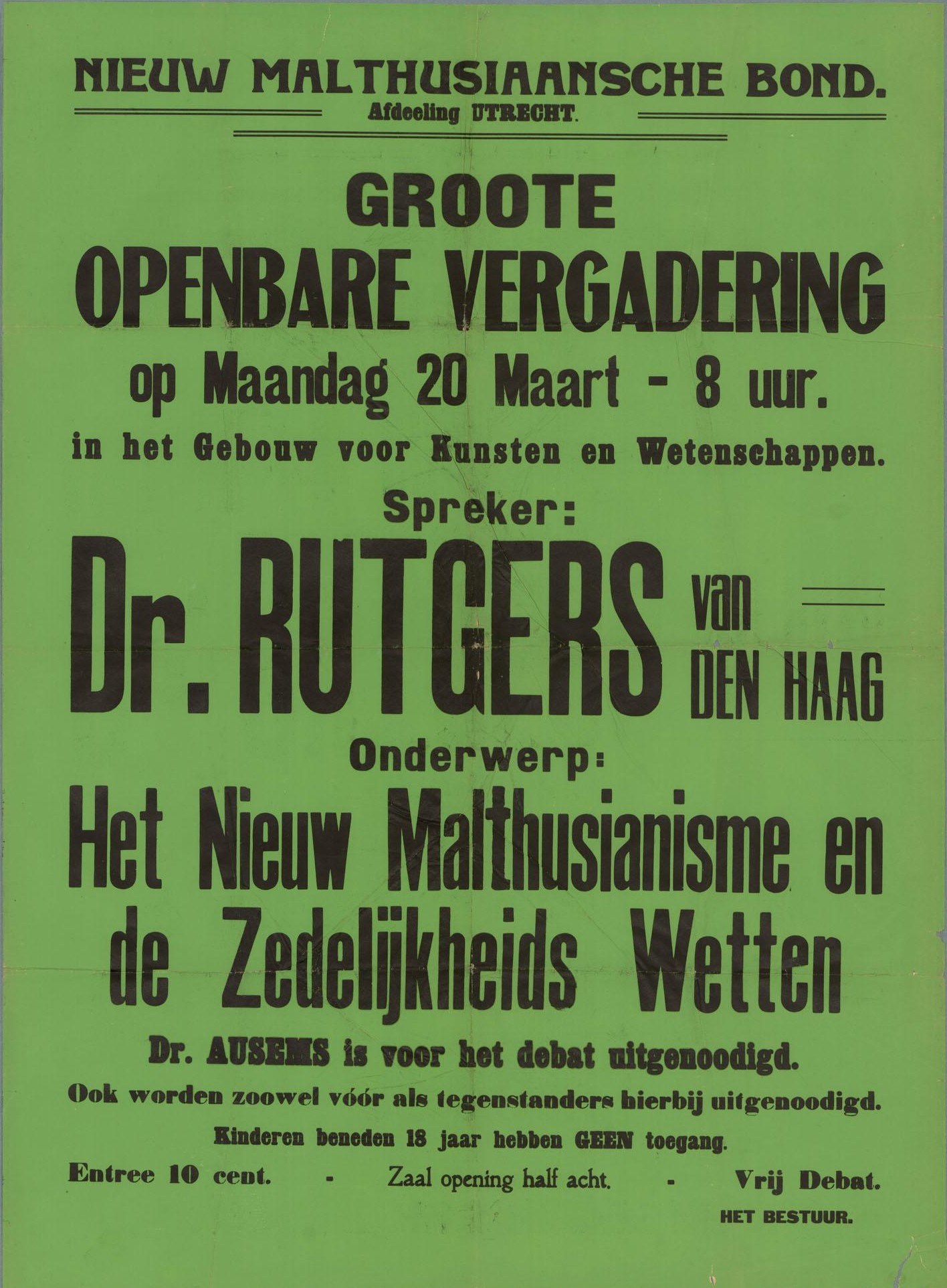
Affiche voor een bijeenkomst van de Nieuw-Malthusiaanse Bond in 1922.

De Nieuw-Malthusiaanse Bond (NMB) was een Nederlandse vereniging die op 2 november 1881 werd opgericht.  De bond streefde ernaar om de negatieve gevolgen die in haar ogen overbevolking met zich meebracht, ongedaan te maken door geboortebeperking.  In tegenstelling tot Malthus zelf, bepleitte ze de wenselijkheid van de toepassing van anticonceptiemiddelen (neomalthusianisme) onder het motto Non quantitas sed qualitas (niet de hoeveelheid maar de kwaliteit).
De Nieuw-Malthusiaanse Bond pleitte voor rasverbetering van de menselijke soort (eugenetica) en verstrekte voorbehoedsmiddelen om de door hen gepercipieerde overbevolking van Nederland tegen te gaan. Jan Rutgers (1850 – 1924) was tot 1919 voorzitter van de Bond. Hij was huisarts en pleitte voor een baringsverbod voor de verpauperde bevolking.  Hij hield in Rotterdam een spreekuur voor geboorteregeling.  Tot 1920 leidde Rutgers niet-medisch geschoolde mensen op tot hulpverlener anticonceptie.  In de jaren 1930 kwamen in Nederland hier en daar 'consultatiebureaus voor huwelijks- en geslachtsleven'. Het eerste consultatiebureau in Amsterdam werd vernoemd naar Aletta Jacobs. Het tweede consultatiebureau in Rotterdam kreeg de naam van Rutgers.
In 1940 werd de Nieuw-Malthusiaanse Bond ontbonden. Na de Tweede Wereldoorlog, in 1946, werd de vereniging voortgezet onder de naam van Nederlandse Vereniging voor Seksuele Hervorming (NVSH). De Nieuw-Malthusiaanse Bond ligt ook aan de basis van de Rutgers Stichting, die in 1969 afsplitste van de NVSH.
De bond was niet onomstreden. In april 1938 werd er in de Vinkenburgstraat in Utrecht een tentoonstelling geopend die ingericht was door de Nieuw-Malthusiaanse Bond. De dag voor de opening werden de etalageruiten besmeurd met verf. Enkele dagen later werd de tentoonstelling daarom gesloten.